# Westelijke Verenigde Staten
| |  |  |
| De landschappen in het Westen van de Verenigde Staten zijn erg divers (links: Joshua Tree National Park in Zuid-Californië; rechts Grand Teton National Park in Wyoming). |  |  |

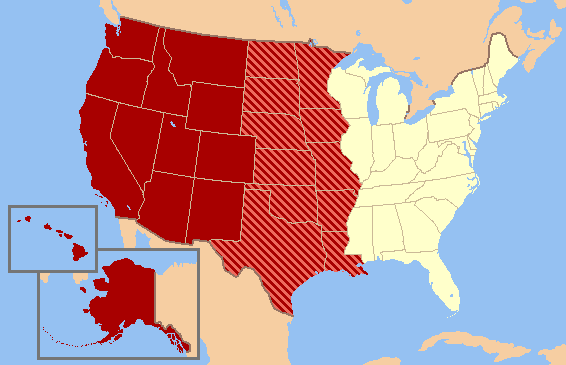
Kaart van het Amerikaanse Westen. De gestreepte staten liggen (grotendeels) ten westen van de Mississippi, maar worden tegenwoordig niet altijd als "westelijk" gezien.

De Westelijke Verenigde Staten (Engels: Western United States of American West) zijn de westelijkste staten van de Verenigde Staten. Aangezien de Verenigde Staten sinds de onafhankelijkheid steeds in westelijke richting uitgebreid zijn, is de betekenis van the West (het Westen) meermaals westwaarts opgeschoven. Op het einde van de 18e eeuw vormden de Appalachen de frontier. In de 21e eeuw verstaat men onder de Westelijke Verenigde Staten meestal de Rocky Mountains, het Grote Bekken en de Westkust. Daartoe behoren ook Hawaï en Alaska, die van de andere staten gescheiden zijn door respectievelijk de Stille Oceaan en Canada. De rivier de Mississippi wordt soms ook gezien als de oostelijkste grens van het gebied.
In de regio wordt onderscheid gemaakt tussen de Pacific States (Alaska, Californië, Hawaï, Oregon en Washington) en de Mountain States (Arizona, Colorado, Idaho, Montana, Nevada, New Mexico, Utah en Wyoming). De term West Coast heeft uitsluitend betrekking op de drie Aaneengesloten Staten aan de Stille Oceaankust: Washington, Oregon en Californië. Een andere indeling is die in Northwest (Oregon, Washington, Idaho, Montana en Wyoming) en Southwest (Arizona, New Mexico, Nevada, Colorado en Utah; soms ook Californië, Oklahoma en Texas).
Andere staten die soms tot het Westen worden gerekend, liggen ten oosten van de Rocky Mountains en ten westen van de Mississippi: Arkansas, Iowa, Kansas, Louisiana, Minnesota, Missouri, Nebraska, North Dakota, Oklahoma, South Dakota en Texas. Meestal worden die staten echter tot andere regio's gerekend. Zo hoort een aantal staten tot de Plains States en maakt de noordelijke helft van deze regio deel uit van het Middenwesten. De zuidelijke staten, zoals Texas, Louisiana en Arkansas, worden traditioneel bij het Zuiden gerekend.
Afgezien van de puur geografisch omschrijving van het Westen zijn er ook antropologische connotaties aan verbonden. Hoewel het Westen een grote interne diversiteit kent, is er wel een gedeelde geschiedenis, cultuur en mentaliteit. Zo zijn de lokale dialecten van het Engels nauw met elkaar verwant en bestaat er een gemeenschappelijke muzikale en culinaire traditie. Het Westen heeft bovendien een grote iconische waarde: beelden van het Wilde Westen (Engels: Far West of Wild West) maken deel uit van de Amerikaanse folklore.